# Galla Placidia

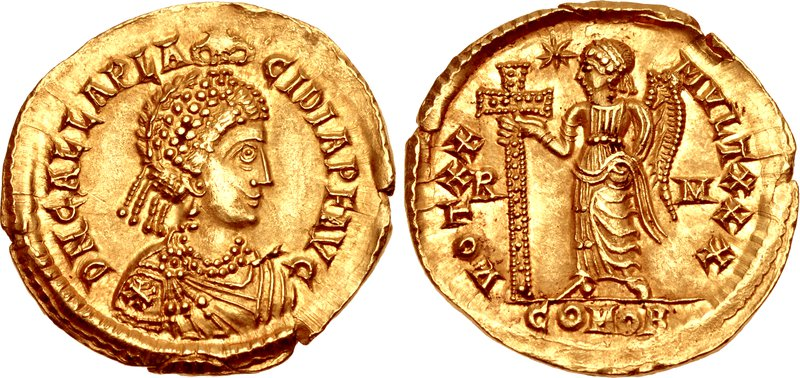
Solidus, Galla Placidia, 425-426

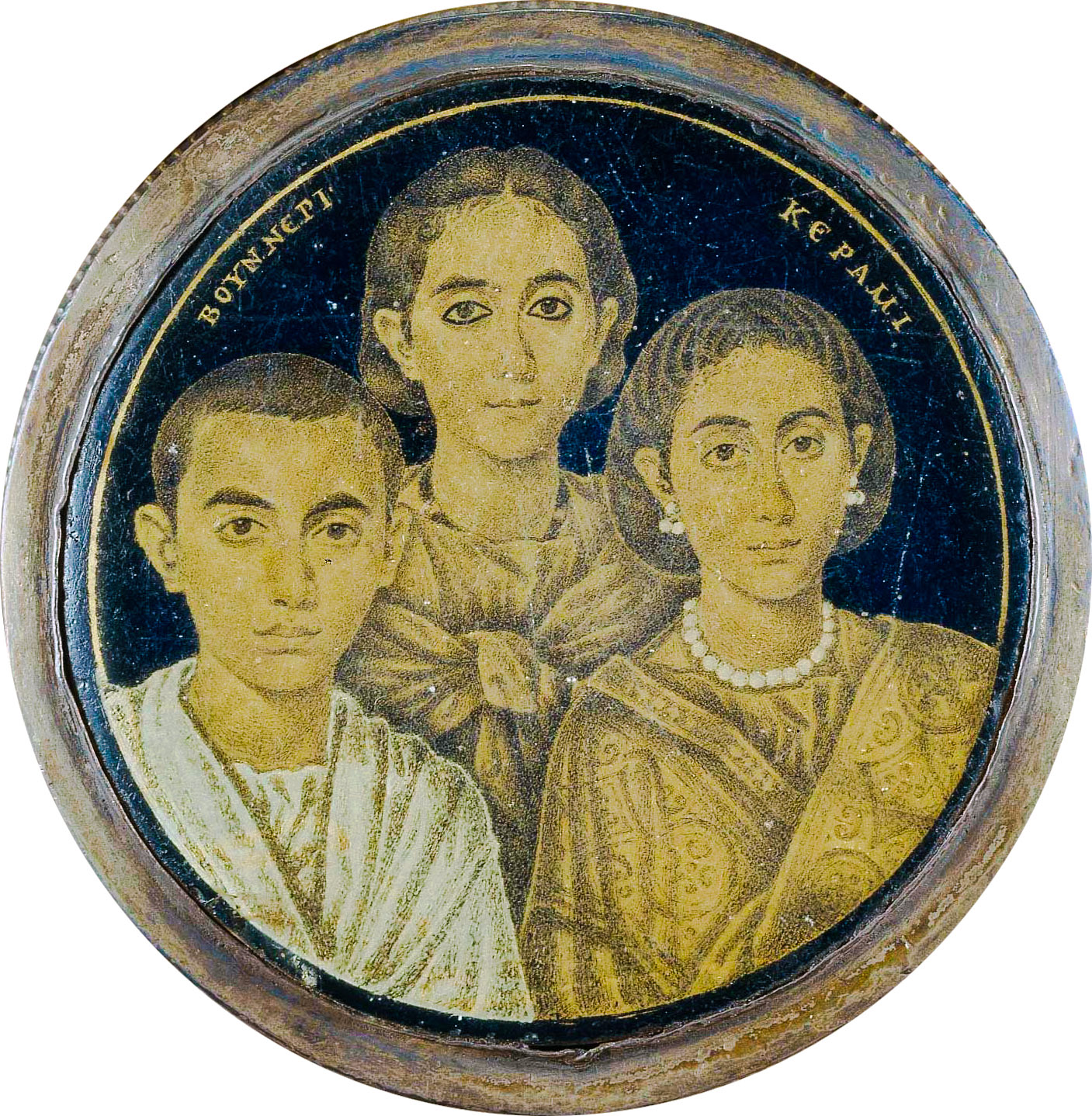
Ett familjeporträtt i guldglasteknik. Det finns inga belägg för den traditionella tolkningen att det föreställer Galla Placidia och hennes barn.

Galla Placidia, född c:a 390, död 27 november 450, var en västromersk regent. Hon var visigoternas drottning 414–415 som gift med Ataulf, och Västroms kejsarinna 421 som gift med kejsar Constantius III. Galla Placidia var Västroms regent mellan 425 och 437 under sin son Valentinianus III:s omyndighet.

## Biografi
Galla Placidia var dotter till kejsar Theodosius I och Galla, dotterdotter till kejsar Valentinianus I, och halvsyster till kejsar Honorius och kejsar Arcadius.

### Drottning
Galla Placidia blev Alarik I:s fånge vid tiden för Roms skövling (410). 
Redan 411 förefaller hon ha blivit nära vän till Ataulf, Alariks svåger och efterträdare som visigotisk kung. Kejsar Honorius hade bortlovat Galla Placidia till den erkänt skicklige fältherren Constantius III och krävde att hon skulle utlämnas. Då Ataulf vägrade trots att han för tillfället var i kejsarens tjänst och dessutom höll inne spannmålsleveranser till Bysans, kom det till en brytning mellan kejsaren och Ataulf.
Efter att Ataulf intagit Narbonne 413 hölls där efterföljande år bröllop mellan Galla Placidia och Ataulf. Kungen tvingades av Constantius retirera bortom Pyrenéerna och ta sin tillflykt till Barcino, där han mördades av tjänaren till en ädling han låtit döda. Bland Ataulfs sista önskningar var att hans bror skulle återbörda Galla Placidia till Rom. Galla Placidia och Ataulf fick tillsammans en son, Theodosius II, som dog som spädbarn och begravdes i Barcelona - barnets kvarlevor fördes senare till Rom och begravdes i Peterskyrkan.
Kung Wallia utväxlade år 417 Galla Placidia till Rom i utbyte mot förråd och ett fredsfördrag.

### Kejsarinna
År 417 gifte sig Galla Placidia med general Constantius. Äktenskapet var arrangerat av hennes halvbror kejsar Honorius. Galla Placidia och Constanius fick tillsammans en son, Valentinianus, sedermera kejsare (Valentinianus III), och en dotter, Justa Grata Honoria. Eftersom hennes bror var ogift och barnlös, blev hennes son även broderns arvinge.
Galla Placidias make upphöjdes 421 till hennes brors medregent. Samma år som han upphöjts till medregent avled emellertid Constantius.
Galla Placidia hade stort inflytande över sin bror. Den nära relationen mellan henne och hennes bror orsakade skandal och rykten om incest, då det noterades hur de omfamnades offentligt. Hon tvingades slutligen av sina motståndare i exil till Konstantinopel. Hon tog med sig sina två barn och levde sedan i Konstantinopel under beskydd av Östroms kejsare Theodosius II. Hon slöt ett förbund med Theodosius II, som stödde hennes son som hennes brors tronföljare.

### Regent
Galla Placidias bror, Västroms kejsare, avled år 425. Hennes son upphöjdes då till Västroms kejsare under namnet Valentinianus III vid fem års ålder. På grund av hans ålder tog Galla Placidia rollen som regent under hans omyndighetstid med hederstiteln Galla Placidia Augusta. Deras anspråk på makten i Västrom understöddes av Östroms kejsare Theodosius II, och de återvände samma år till Västrom. Hennes makt underminerades dock allteftersom de generaler som stod på hennes sida antingen avled eller gick över till att stödja Aëtius, så att denne till slut hade närmast total makt över Rom. Hennes mandat som regent avslutades formellt när hennes son fyllde arton och blev myndig 8 juli 437. 
Galla Placidia var katolik och gynnade flera kyrkor i Ravenna, där också hennes mausoleum finns. Mausoleet är sedan 1996 upptaget på Unescos världsarvslista.